# Bergh
Pour les articles homonymes, voir Bergh (homonymie).
Bergh est une ancienne commune néerlandaise, de la province du Gueldre.
La commune de Bergh était située dans la région du Montferland. Son chef-lieu était 's-Heerenberg. À sa suppression en 2005, Bergh avait 18 390 habitants et une superficie de 74,98 km².

## Histoire

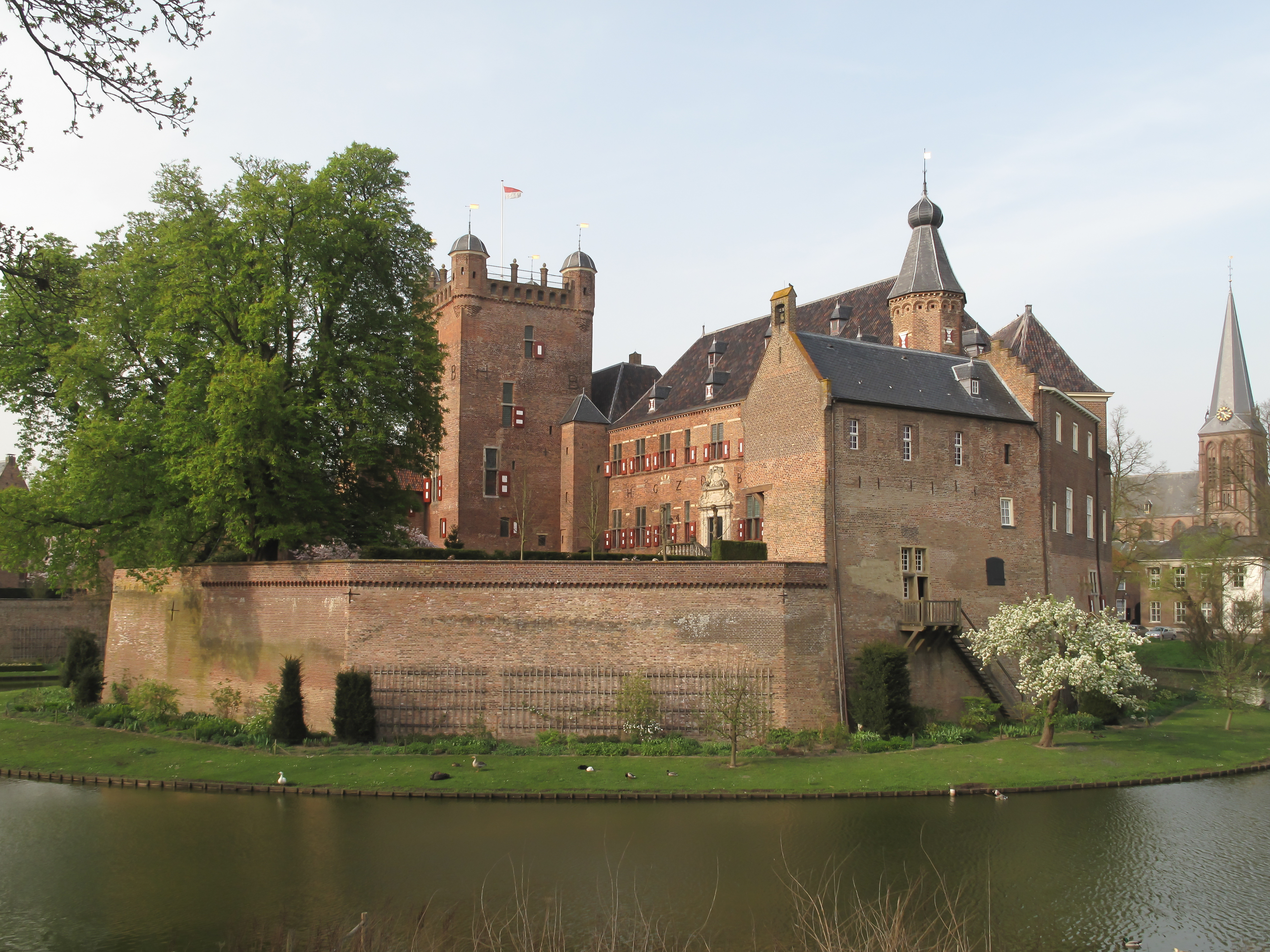
Château de Bergh

La commune de Wisch trouve ses origines dans la seigneurie médiévale du Land van den Bergh, ou Comté de Bergh. À 's-Heerenberg se trouve toujours le Château de Bergh.
La commune de Bergh a été créée le 1er janvier 1821 par la fusion des communes de 's-Heerenberg, Netterden et Zeddam. Le 1er janvier 2005, Bergh fusionne avec Didam pour former la nouvelle commune de Montferland, qui puise son nom de la région naturelle du même nom.